# Physophyllia ayleni
Physophyllia ayleni is een rifkoralensoort uit de familie van de Merulinidae. De wetenschappelijke naam van de soort is voor het eerst geldig gepubliceerd in 1934 door Wells.